# 努馬 (愛荷華州)
努馬（英語：Numa）是一個位於美國愛荷華州阿珀努斯縣的城市。

## 地理
努馬的座標為40°41′08″N 92°58′43″W / 40.68556°N 92.97861°W，而該地的平均海拔高度為313米（即1027英尺）。

## 人口
根據2010年美國人口普查的數據，努馬的面積為1.14平方千米，均為陸地。當地共有人口92人，而人口密度為每平方千米80人。